# 귀네스 존스

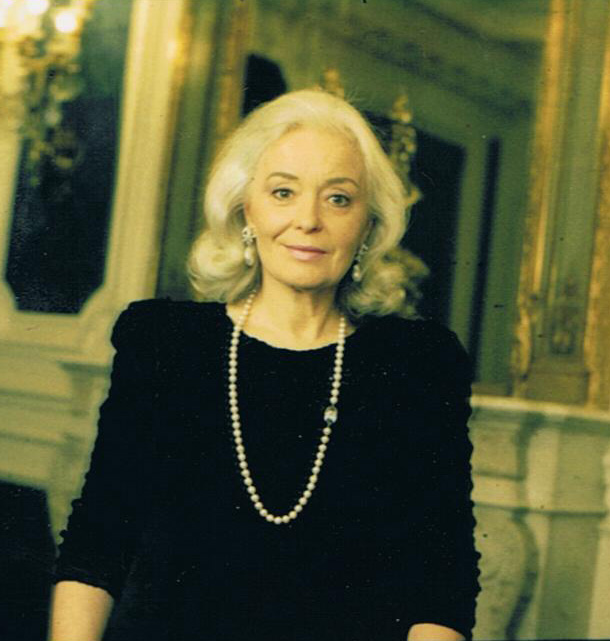
프랑스 파리의 귀네스 존스 여사, 2002

귀네스 존스 여사(Dame Gwyneth Jones, DBE, 1936년 11월 7일 ~ )는 영국의 소프라노 가수이다.

## 생애
웨일스 출신으로 왕립음악대학(RCM)에서 장학금을 받으면서 4년간 공부했다. 이후 이탈리아 시에나에서 공부했으며 1962년 취리히에서 데뷔했다. 1964년 코번트 가든 왕립 극장에서 줄리니의 지휘로 《일 트로바토레》의 레오노라를 노래해 명성을 얻었다. 솔티의 지휘로 《발퀴레》의 지글린데 역을 맡아 "로테 레만의 재래"라는 칭송을 들었고 바이로이트 축제에도 출연했다. 이처럼 바그너의 작품에서 특히 뛰어난 면모를 보였다. 현재 영국의 바그너 협회 회장을 맡고 있다.

## 서훈
- 1976년 대영 제국 훈장 3등급(CBE)[1]
- 1986년 대영 제국 훈장 2등급(DBE, 작위급 훈장)[2]

## 참고 문헌

### 참고 자료
- 조홍근, 《세계명곡해설대전집》 5권, 진현서관, 1978, p.229